# Aurelius Saturninus
Aurelius Saturninus (sein Praenomen ist nicht bekannt) war ein im 2. oder 3. Jahrhundert n. Chr. lebender Angehöriger der römischen Armee.
Durch eine Weihinschrift, die beim Kastell Banna gefunden wurde und die auf 122/300 datiert wird, ist belegt, dass Saturninus vorübergehend Kommandeur (cuius curam agit) der Cohors I Aelia Dacorum war, die zu diesem Zeitpunkt in der Provinz Britannia stationiert war.